# Nuoto ai Giochi della XXVIII Olimpiade - 100 metri farfalla maschili
La gara di nuoto dei 100 metri farfalla maschili dei Giochi della XXVIII Olimpiade di Atene è stata disputata tra il 19 e il 20 luglio 2004 presso l'Athens Olympic Aquatic Centre. Vi hanno partecipato 59 atleti provenienti da 52 nazioni.

La competizione è stata vinta dal nuotatore statunitense Michael Phelps, mentre l'argento e il bronzo sono andati rispettivamente al connazionale Ian Crocker e all'ucraino Andrij Serdinov.

## Record
Prima di questa competizione, il record del mondo (WR) e il record olimpico (OR) erano i seguenti.
| Record mondiale | 50"76 | Ian Crocker Stati Uniti | 13 luglio 2004 Long Beach, Stati Uniti |
| Record olimpico | 51"96 | Geoff Huegill Australia | 21 settembre 2000 Sydney, Australia    |

Durante l'evento sono stati migliorati i seguenti record:
| Data      | Evento        | Atleta          | Nazione     | Tempo | Record          |
| --------- | ------------- | --------------- | ----------- | ----- | --------------- |
| 19 agosto | 1° semifinale | Andriy Serdinov | Ucraina     | 51"74 | Record olimpico |
| 19 agosto | 2° semifinale | Michael Phelps  | Stati Uniti | 51"61 | Record olimpico |
| 20 agosto | Finale        | Michael Phelps  | Stati Uniti | 51"25 | Record olimpico |

## Risultati

### Batterie
| Pos. | Batteria | Corsia | Atleta                  | Nazionalità         | Tempo   | Note |
| ---- | -------- | ------ | ----------------------- | ------------------- | ------- | ---- |
| 1    | 8        | 4      | Ian Crocker             | Stati Uniti         | 52"03   | Q    |
| 2    | 6        | 4      | Andrij Serdinov         | Ucraina             | 52"05   | Q    |
| 3    | 7        | 4      | Michael Phelps          | Stati Uniti         | 52"35   | Q    |
| 4    | 5        | 4      | Milorad Čavić           | Serbia e Montenegro | 52"44   | Q    |
| 5    | 7        | 7      | Geoff Huegill           | Australia           | 52"54   | Q    |
| 6    | 7        | 1      | Duje Draganja           | Croazia             | 52"56   | Q    |
| 7    | 7        | 5      | Thomas Rupprath         | Germania            | 52"57   | Q    |
| 8    | 8        | 3      | Franck Esposito         | Francia             | 52"61   | Q    |
| 9    | 8        | 5      | Igor Marchenko          | Russia              | 52"62   | Q    |
| 10   | 7        | 6      | Takashi Yamamoto        | Giappone            | 52"71   | Q    |
| 11   | 8        | 2      | Gabriel Mangabeira      | Brasile             | 52"76   | Q    |
| 12   | 7        | 2      | James Hickman           | Regno Unito         | 52"91   | Q    |
| 13   | 6        | 3      | Yevgeny Korotyshkin     | Russia              | 52"93   | Q    |
| 14   | 8        | 6      | Mike Mintenko           | Canada              | 52"96   | Q    |
| 15   | 7        | 3      | Corney Swanepoel        | Nuova Zelanda       | 53"07   | Q    |
| 16   | 8        | 7      | Helge Meeuw             | Germania            | 53"11   | Q    |
| 17   | 8        | 8      | Kaio Almeida            | Brasile             | 53"22   |      |
| 18   | 5        | 1      | Ryan Pini               | Papua Nuova Guinea  | 53"26   |      |
| 19   | 6        | 6      | Joris Keizer            | Paesi Bassi         | 53"41   |      |
| 20   | 8        | 1      | Adam Pine               | Australia           | 53"45   |      |
| 21   | 6        | 2      | Denys Sylantyev         | Ucraina             | 53"46   |      |
| 22   | 6        | 5      | Todd Cooper             | Regno Unito         | 53"48   |      |
| 23   | 6        | 1      | Mattia Nalesso          | Italia              | 53"49   |      |
| 24   | 5        | 7      | Simão Morgado           | Portogallo          | 53"53   |      |
| 25   | 5        | 5      | Frederick Bousquet      | Francia             | 53"63   |      |
| 26   | 5        | 6      | Pavel Lagoun            | Bielorussia         | 53"87   |      |
| 27   | 7        | 8      | Ștefan Gherghel         | Romania             | 53"89   |      |
| 28   | 4        | 4      | Jere Hård               | Finlandia           | 54"02   |      |
| 29   | 4        | 6      | Peter Mankoč            | Slovenia            | 54"14   |      |
| 30   | 6        | 8      | Eugene Botes            | Sudafrica           | 54"15   |      |
| 31   | 4        | 5      | Sotirios Pastras        | Grecia              | 54"20   |      |
| 32   | 5        | 2      | Erik Andersson          | Svezia              | 54"26   |      |
| 33   | 6        | 7      | Joshua Ilika Brenner    | Messico             | 54"29   |      |
| 34   | 5        | 3      | Zsolt Gáspár            | Ungheria            | 54"43   |      |
| 35   | 4        | 1      | Rimvydas Šalčius        | Lituania            | 54"46   |      |
| 36   | 5        | 8      | Luis Rojas              | Venezuela           | 54"58   |      |
| 37   | 4        | 2      | Camilo Becerra          | Colombia            | 54"71   |      |
| 38   | 3        | 5      | Jeong Doo-hee           | Corea del Sud       | 54"76   |      |
| 39   | 2        | 3      | Michal Rubáček          | Rep. Ceca           | 54"87   |      |
| 40   | 4        | 7      | Georgi Palazov          | Bulgaria            | 54"91   |      |
| 41   | 3        | 7      | Rustam Khudiyev         | Kazakistan          | 55.03   |      |
| 42   | 3        | 2      | Hjörtur Már Reynisson   | Islanda             | 55.12   |      |
| 43   | 4        | 3      | Wu Peng                 | Cina                | 55.17   |      |
| 44   | 3        | 4      | Eduardo Germán Otero    | Argentina           | 55.24   |      |
| 45   | 3        | 3      | Aleksandar Miladinovski | Macedonia           | 55.71   |      |
| 46   | 2        | 6      | Oleg Lyashko            | Uzbekistan          | 55.90   |      |
| 47   | 3        | 1      | Juan Pablo Valdivieso   | Perù                | 55.98   |      |
| 48   | 3        | 6      | Aghiles Slimani         | Algeria             | 56.22   |      |
| 49   | 3        | 8      | Onur Uras               | Turchia             | 56.37   |      |
| 50   | 2        | 5      | Nicholas Rees           | Bahamas             | 56.39   |      |
| 51   | 2        | 8      | Gordon Touw Ngie Tjouw  | Suriname            | 56.68   |      |
| 52   | 2        | 2      | Conrad Francis          | Sri Lanka           | 56.80   |      |
| 53   | 4        | 8      | Andrejs Dūda            | Lettonia            | 56.81   |      |
| 54   | 2        | 4      | Andy Wibowo             | Indonesia           | 56.86   |      |
| 55   | 2        | 7      | Daniel O'Keeffe         | Guam                | 57.39   |      |
| 56   | 2        | 1      | Davy Bisslik            | Aruba               | 57.85   |      |
| 57   | 1        | 5      | Luis Matias             | Angola              | 58.92   |      |
| 58   | 1        | 4      | Fernando Medrano        | Nicaragua           | 1:00.91 |      |
| 59   | 1        | 3      | Rad Aweisat             | Palestina           | 1:01.60 |      |

### Semifinali
| Pos. | Semifinale | Corsia | Nuotatore          | Nazionalità         | Tempo | Note |
| ---- | ---------- | ------ | ------------------ | ------------------- | ----- | ---- |
| 1    | 2          | 5      | Michael Phelps     | Stati Uniti         | 51"61 | Q,   |
| 2    | 1          | 4      | Andrij Serdinov    | Ucraina             | 51"74 | Q    |
| 3    | 2          | 4      | Ian Crocker        | Stati Uniti         | 51"83 | Q    |
| 4    | 2          | 2      | Igor Marchenko     | Russia              | 52"32 | Q    |
| 5    | 2          | 7      | Gabriel Mangabeira | Brasile             | 52"33 | Q    |
| 6    | 2          | 3      | Geoff Huegill      | Australia           | 52"64 | Q    |
| 7    | 2          | 6      | Thomas Rupprath    | Germania            | 52"71 | Q    |
| 8    | 1          | 3      | Duje Draganja      | Croazia             | 52"74 | Q    |
| 9    | 1          | 2      | Takashi Yamamoto   | Giappone            | 52"81 |      |
| 10   | 2          | 1      | Evgenij Korotyškin | Russia              | 52"85 |      |
| 11   | 1          | 6      | Franck Esposito    | Francia             | 52"88 |      |
| 12   | 1          | 1      | Mike Mintenko      | Canada              | 52"89 |      |
| 13   | 1          | 8      | Helge Meeuw        | Germania            | 52"99 |      |
| 13   | 2          | 8      | Corney Swanepoel   | Nuova Zelanda       | 52"99 |      |
| 15   | 1          | 7      | James Hickman      | Regno Unito         | 53"10 |      |
| 16   | 1          | 5      | Milorad Čavić      | Serbia e Montenegro | 53"12 |      |

### Finale
| Pos.    | Corsia | Nuotatore          | Nazionalità | Tempo | Note |
| ------- | ------ | ------------------ | ----------- | ----- | ---- |
| Oro     | 4      | Michael Phelps     | Stati Uniti | 51"25 |      |
| Argento | 3      | Ian Crocker        | Stati Uniti | 51"29 |      |
| Bronzo  | 5      | Andrij Serdinov    | Ucraina     | 51"36 |      |
| 4       | 1      | Thomas Rupprath    | Germania    | 50"88 |      |
| 5       | 6      | Igor Marchenko     | Russia      | 50"92 |      |
| 6       | 2      | Gabriel Mangabeira | Brasile     | 50"92 |      |
| 7       | 8      | Duje Draganja      | Croazia     | 51"09 |      |
| 8       | 7      | Geoff Huegill      | Australia   | 51"49 |      |